# Liste des épisodes de NCIS: Nouvelle-Orléans
 (mai 2019).
Si vous disposez d'ouvrages ou d'articles de référence ou si vous connaissez des sites web de qualité traitant du thème abordé ici, merci de compléter l'article en donnant les références utiles à sa vérifiabilité et en les liant à la section « Notes et références ».

Cette page présente la liste des épisodes de la série télévisée américaine NCIS : Nouvelle-Orléans. Elle est composée de 155 épisodes.

## Saisons

### Première saison (2014-2015)
1. La musique adoucit la douleur (Musician Heal Thyself)
2. Se préparer au pire (Carrier)
3. Les Évadés (Breaking Brig)
4. Jeunes Recrues (The Recruits)
5. C'est arrivé hier soir (It Happened Last Night)
6. Le Maître de l'horreur (Master of Horror)
7. Protection rapprochée (Watch Over Me)
8. Mourir d'aimer (Love Hurts)
9. Les Arbres du sud (Chasing Ghosts)
10. L'Honneur volé (Stolen Valor)
11. Le Rôle de l'appât (Baitfish)
12. Braquage en haute mer (The Abyss)
13. Une fin annoncée (The Walking Dead)
14. Faire face (Careful What You Wish For)
15. Le Carnaval de la mort (Le Carnaval de la Mort)
16. Le Gardien de mon frère (My Brother's Keeper)
17. À la poursuite de l'appât (More Now)
18. La Liste (The List)
19. Dangereuses révélations (The Insider)
20. Le Berceau Vide (Rock-A-Bye-Baby)
21. Le Suspect idéal (You'll Do)
22. Jusqu'à quel point ? (How Much Pain Can You Take)
23. Ma ville (My City)

### Deuxième saison (2015-2016)
1. Sic Semper Tyrannis (Sic Semper Tyrannis)
2. Unité fantôme / Confluence (Shadow Unit)
3. Juste à côté du soleil (Touched by the Sun)
4. La Menace venue du ciel (I Do)
5. Affaires étrangères (Foreign Affairs)
6. Folie furieuse (Insane in the Membrane)
7. Un cœur brisé (Broken Hearted)
8. Confluence (Confluence)
9. Heures sombres (Darkest Hour)
10. Cataclysme (Billy and the Kid)
11. Le Blues de Noël (Blue Christmas)
12. L'Union fait la force (2e partie) (Sister City, Part 2)
→ Conclusion d'un cross-over avec NCIS
13. Clandestins (Undocumented)
14. Mardi Gras (Father's Day)
15. Résurrection (No Man's Land)
16. Nouveau départ (Second Chances)
17. Silence radio (Radio Silence)
18. Épilogue (If It Bleeds, It Leads)
19. Une haine tenace (Means to an End)
20. De vieux os (Second Line)
21. Dommage collatéral (Collateral Damage)
22. Appel à l'aide (Help Wanted)
23. Le Troisième Homme (The Third Man)
24. Sous couverture (Sleeping with the Enemy)

### Troisième saison (2016-2017)
1. Contre-coups (Aftershocks)
2. Comme chien et chat (Suspicious Minds)
3. Le Juste Choix (Man on Fire)
4. La Grande Évasion (Escape Plan)
5. Les vrais héros ne se reposent jamais (Course Correction)
6. Aux aguets (One Good Man)
7. Guerre de gangs (Outlaws)
8. Douce Mélodie (Music To My Ears)
9. À toute vitesse (Overdrive)
10. Mauvaise alliance (Follow the Money)
11. Pari gagnant (Let it Ride)
12. Huis clos explosif (Hell on the High Water)
13. Le Retour du pirate (Return of the King)
14. La Boîte de Pandore (Pandora's Box, Part 2)
15. Terminus (End of the Line)
16. Envers et contre tout (The Last Stand)
17. Rapide, silencieux, mortel (Swift, Silent, Deadly)
18. Un passé encombrant (Slay The Dragon)
19. Antidote (Quid Pro Quo)
20. Un mentor très spécial (NOLA Confidential)
21. Représailles (Krewe)
22. Aie foi en la parole (Knockout)
23. Chantier à haut risque (Down the Rabbit Hole)
24. La Chute (Poetic Justice)

### Quatrième saison (2017-2018)
1. Danger nucléaire (Rogue Nation)
2. Kidnapping (#1 Fan)
3. Agent double (The Asset)
4. Esprits, êtes-vous là ? (Dead Man Calling)
5. Seul contre tous (Viral)
6. Chercher la femme (Acceptable Loss)
7. L'Accident (The Accident)
8. Sur les traces du père (Sins of the Father)
9. Dans la rue (Hard Knock Life)
10. Miroir, mon beau miroir (Mirror, Mirror)
11. La Part du monstre (Monster)
12. Le Chacal (Identity Crisis)
13. Famille de cœur (Ties That Bind)
14. Une nouvelle ère (A New Dawn)
15. La Dernière Étape (The Last Mile)
16. Empathie (Empathy)
17. La Chasse au trésor (Treasure Hunt)
18. L'Heure des choix (Welcome to the Jungle)
19. Sauver la mise (High Stakes)
20. Dans l'œil du cyclone (Powder Keg)
21. Briser les chaînes (Mind Games)
22. L'Ennemi invisible (The Assassination of Dwayne Pride)
23. Échec et mat (1/2) (Checkmate, Part 1)
24. Échec et mat (2/2) (Checkmate, Part 2)

### Cinquième saison (2018-2019)
1. Ce n'est qu'un au revoir (See You Soon)
2. Nouvelle recrue (Inside Out)
3. Immunité diplomatique (Diplomatic Immunity)
4. Héritage (Legacy)
5. Les liens du sang (In the Blood)
6. Un lourd tribut (Pound of Flesh)
7. Chiens de bergers (Sheepdogs)
8. La famille (Close to Home)
9. Evaluation des risques (Risk Assessment)
10. Compte à rebours (Tick Tock)
11. L'ennemi invisible (Vindicta)
12. Desperate Navy Wives (Desperate Navy Wives)
13. Virus X (X)
14. Théorie du complot (Conspiracy Theories)
15. Panier de crabes (Crab Mentality)
16. Survivre (Survivor)
17. Le compte est bon (Reckoning)
18. En pleine lumière (In Plain Sight)
19. Une famille divisée (A House Divided)
20. Jackpot (Jackpot)
21. Aie confiance (Trust Me)
22. La théorie du chaos (Chaos Theory)
23. La rivière Styx - 1ère partie (The River Styx, Part I)
24. La rivière Styx - 2ème partie (The River Styx, Part II)

### Sixième saison (2019-2020)
1. Une décision de trop (Judgement Call)
2. L'Énigme du terminator (The Terminator Conundrum)
3. Mauvaise graine (Bad Apple)
4. Disparitions (Overlooked)
5. Mensonges et espionnage (Spies & Lies)
6. Paix éternelle (Matthew 5:9)
7. Boum boum boum boum (Boom-Boom-Boom-Boom)
8. L'Ordre de la mangouste (The Order of the Mongoose)
9. Coûte que coûte (Convicted)
10. La Récompense (Requital)
11. Mauvaise lune (Bad Moon Rising)
12. En attendant Monroe (Waiting for Monroe)
13. La Source de tous les maux (The Root of All Evil)
14. L'Homme au costume rouge (The Man in the Red Suit)
15. Retrouvailles (Relentless)
16. Orgueil et préjugés (Pride and Prejudice)
17. Préjugés (Biased)
18. Une femme nouvelle (A Changed Woman)
19. Monolithe (Monolith)
20. Prédateurs (Predators)

### Septième saison (2020-2021)
1. Quelque chose dans l'air, 1re partie (Something in the Air, Part 1)
2. Quelque chose dans l'air, 2e partie (Something in the Air, Part 2)
3. L'un des nôtres (One of Our Own)
4. Déchéance (We All Fall…)
5. Opération Drano, 1re partie (Operation Drano, Part 1)
6. Opération Drano, 2e partie (Operation Drano, Part 2)
7. Leda et le cygne, 1re partie (Leda and the Swan: Part 1)
8. Leda et le cygne, 2e partie (Leda and the Swan: Part 2)
9. Volatilisée (Into Thin Air)
10. Retour à la maison (Homeward Bound)
11. En cavale (Stashed)
12. Il était une fois (Once Upon a Time)
13. Question de choix (Choices)
14. Illusions (Illusions)
15. Antécédents familiaux (Runs in the Family)
16. Laissez Les Bons Temps Rouler